# Ctenus griseolus
Ctenus griseolus este o specie de păianjeni din genul Ctenus, familia Ctenidae, descrisă de Mello-leitao, 1936. Conform Catalogue of Life specia Ctenus griseolus nu are subspecii cunoscute.